# Fiží

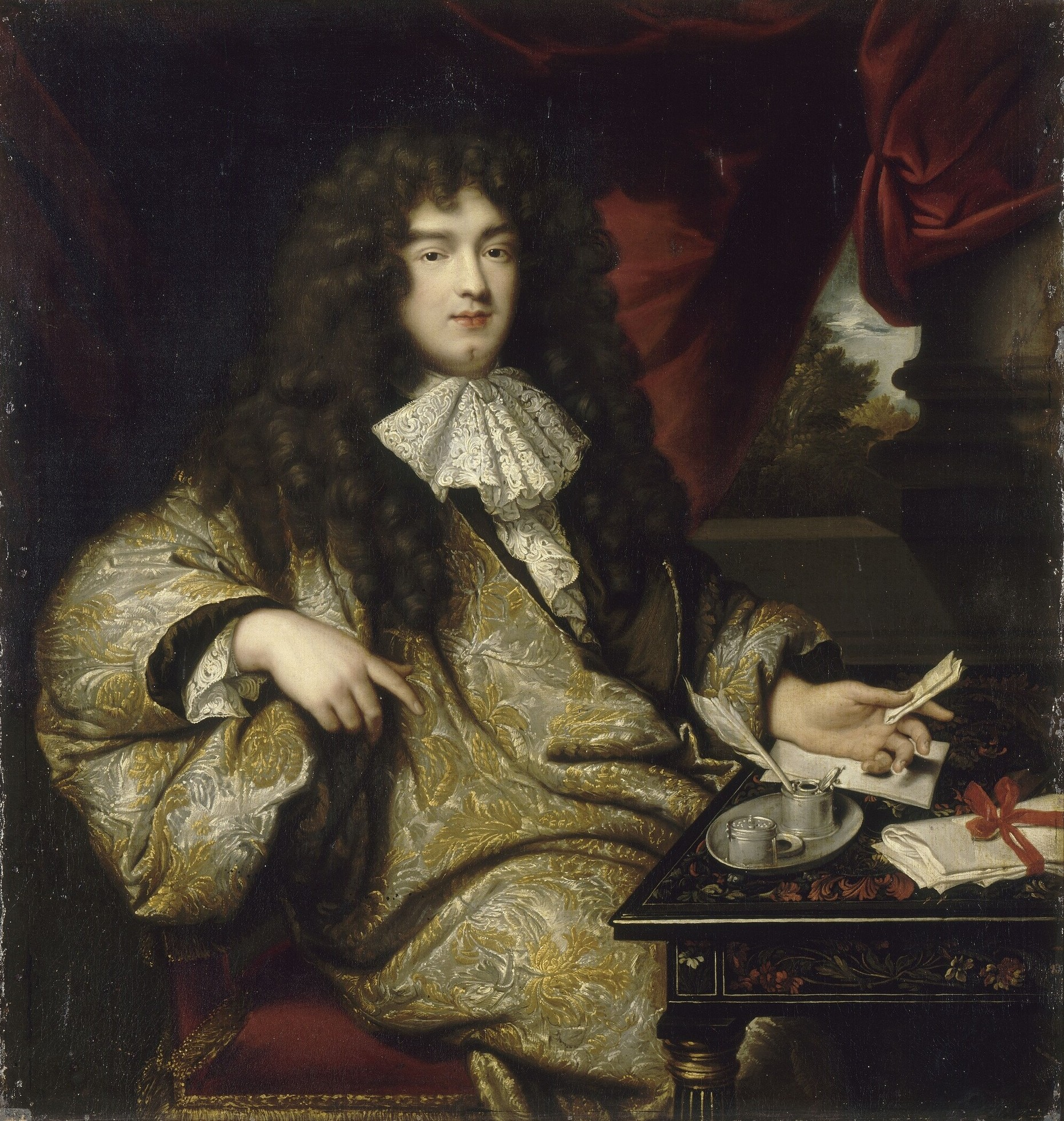
17. století, Jean-Baptiste Colbert de Seignelay

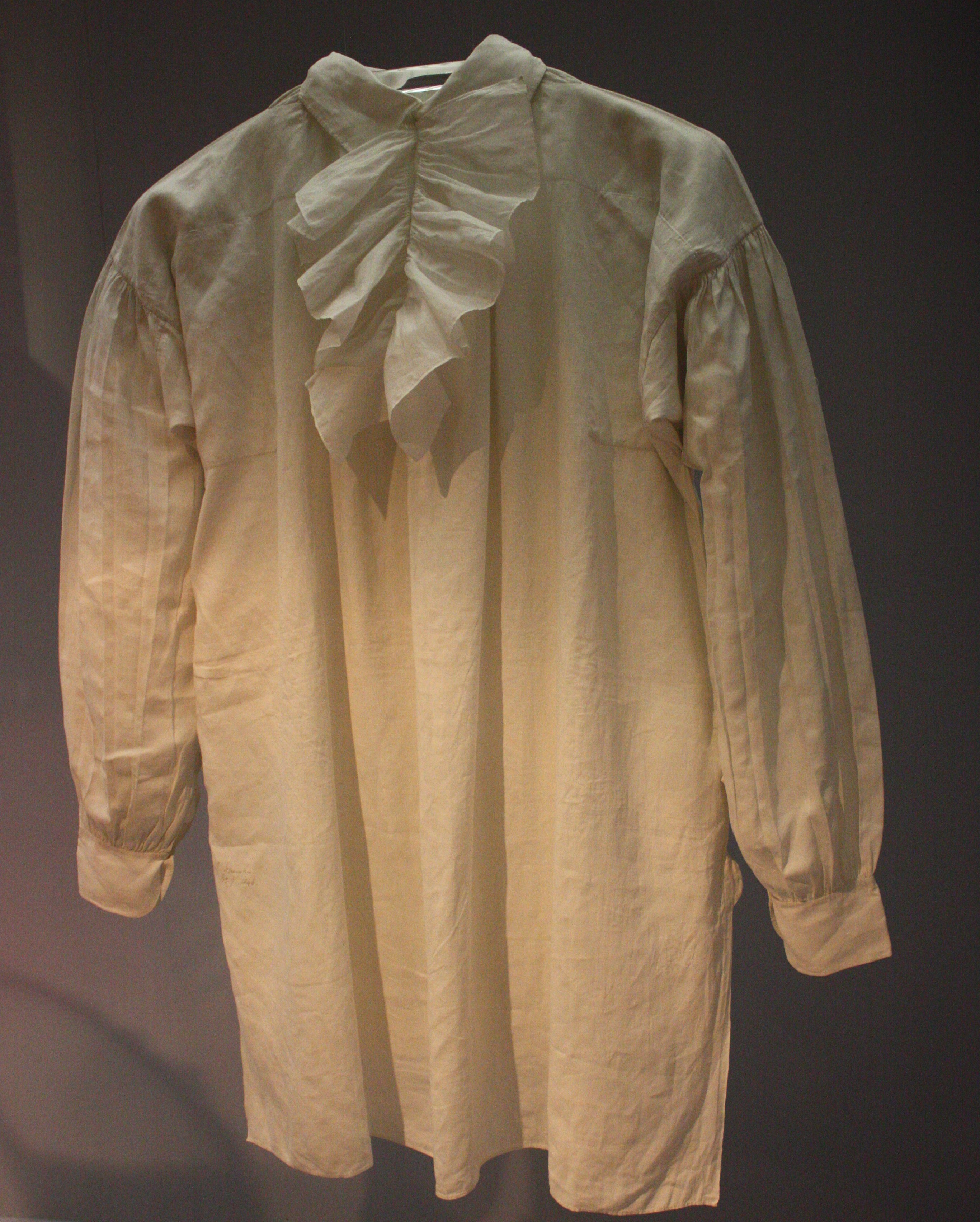
1846, lněná košile typická pro módu 40. let 19. stol. v Anglii

Fiží (též fiší) je nabíraná náprsní ozdoba, vyrobená z krajky nebo vyšívaného batistu.
Ve francouzštině se slovo fichu používá k označení velkého šátku. České slovo fiží odpovídá významem spíše francouzskému a anglickému jabot (žabot, též žabó, šapó, šapo).

## Historie

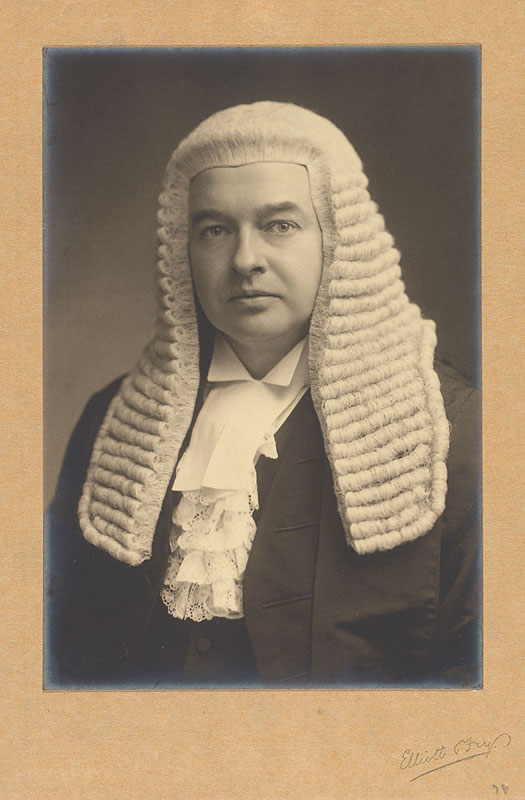
Gordon Hewart, anglický soudce v paruce a taláru s tabulkami, pod kterými má fiží

Fiží se vyvinulo z ozdobného olemování výstřihu pánské košile zhruba v polovině 17. století a bylo nezbytným módním doplňkem každého kavalíra až do konce 18. století.
Na sklonku 19. století se fiží objevilo také v dámském šatníku. Francouzské ženy nosívaly velký trojcípý šátek zvaný le fichu, který si nevázaly pod krkem, ale až volně na hrudi. Z něj se vyvinula dámská variace pánské náprsenky zdobená volány a krajkami.
Aby se neopotřebovalo častým praním, později se používalo jako samostatný kusu oděvu, který se nosil buď jako nákrčník, nebo se ke košili připnul u krku pomocí brože.

## Dnešní použití
V současnosti se fiží v některých zemích využívá zejména jako součást oděvu soudců (advokátů, státních zástupců). V civilním oblékání je zcela nahrazeno kravatou, případně motýlkem.

## Galerie

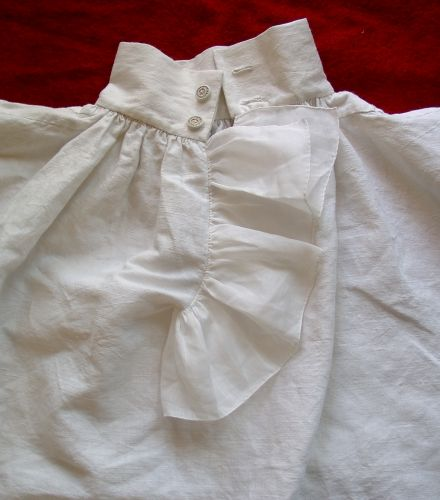
Původní podoba fiží do 18. století
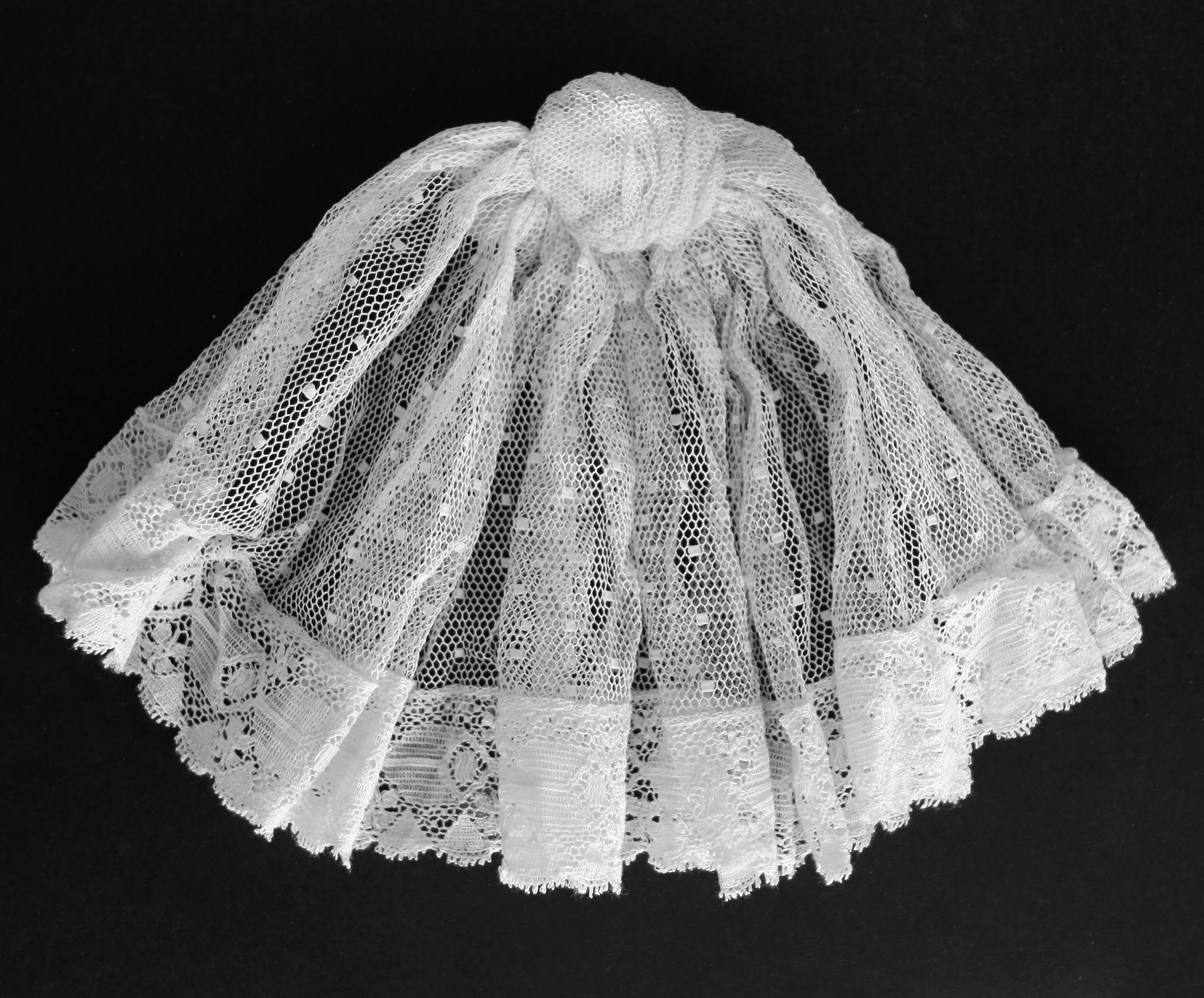
Dámské fiží připínané pomocí brože (r. 1900)
Fiží s nákrčníkem
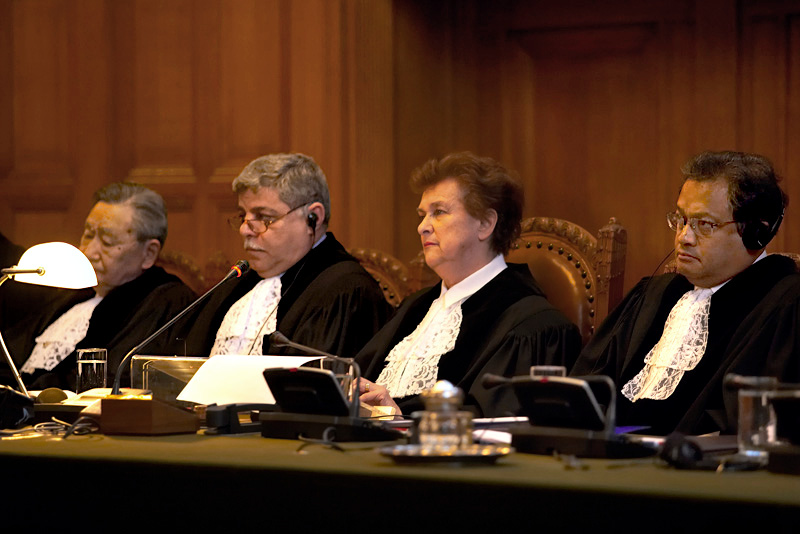
Veřejné zasedání Mezinárodního soudního dvora v roce 2006; příklad současného užívání fiží